# Noah Boeken
Noah Boeken (Amsterdam, 6 gennaio 1981) è un giocatore di poker olandese.
I suoi migliori risultati ottenuti all'European Poker Tour sono il 1º posto nell'evento di Copenaghen (gennaio 2005, guadagno $191.355) ed in precedenza il 6º posto nell'evento di Londra (ottobre 2004, guadagno £16.800).
Nel 2007 ha raggiunto il 4º posto nel Master Classics of Poker nei Paesi Bassi, vincendo $ 201.032.